# ديفيد برات (سياسي)
ديفيد برات هو سياسي كندي، ولد في 3 يناير 1955 في أوتاوا في كندا. حزبياً، نشط في الحزب الليبرالي الكندي. وقد انتخب عضو مجلس العموم الكندي وانتخب وزير الدفاع الوطني ‏ (12 ديسمبر 2003 – 19 يوليو 2004).